# Nathan Vagg
Pas d'image ? Cliquez ici

a Compétitions nationales et continentales officielles uniquement.

Nathan Vagg (né le 14 février 1983) est un joueur australien de rugby à XIII évoluant au poste de pilier.

## Biographie
En 2003, il joue deux matchs sous le maillot de son club formateur: les Cronulla Sharks. En 2005, il signe au FC Lézignan, mais le club en proie à des difficultés financières doit se séparer de ses joueurs étrangers. Nathan Vagg est donc libéré de son contrat tout comme Andrew Pierce et Ray Cashmere. Il rentre en Australie et joue pour Brisbane East avant de signer pour les Burleigh Bears en 2007. En 2008, il jouera aux Engadine Dragons club du championnat local de Cronulla. En 2010, il rejoint les Southcity Bulls club évoluant en poule 9 de Country Rugby League dans le district de Wagga